# А ми просо сіяли
А ми просо сіяли (просо, просо сіяти, бояри, в чистку; біл. А мы проса сеялі; рос. А мы просо сеяли) — одна з найдавніших хороводних ігор, відома росіянам, білорусам та українцям. В областях на південь від Москви належить до репертуару весняно-літніх ігор і виконується під час троїцько-зелених свят: зазвичай проводиться ввечері на Красну гірку або в Духів день на галявині. У білорусів у Гомельському повіті виконання було присвячене Великодньому тижню. На Російській Півночі в неї часто грали і на Святки. Мета цієї гри була пробудити родючість землі, забезпечити рясний урожай, а для неодружених дівчат — вдало і незабаром вступити в шлюб. Подібні ігри значно поширені по всій Європі.
Гра відома в кількох варіантах. Найбільшого поширення мав варіант, де дівчата вишиковувалися в два ряди одна до одної, кожна група дівчат поперемінно співала одну строфу пісні, то наближаючись, то відступаючи.

## Опис

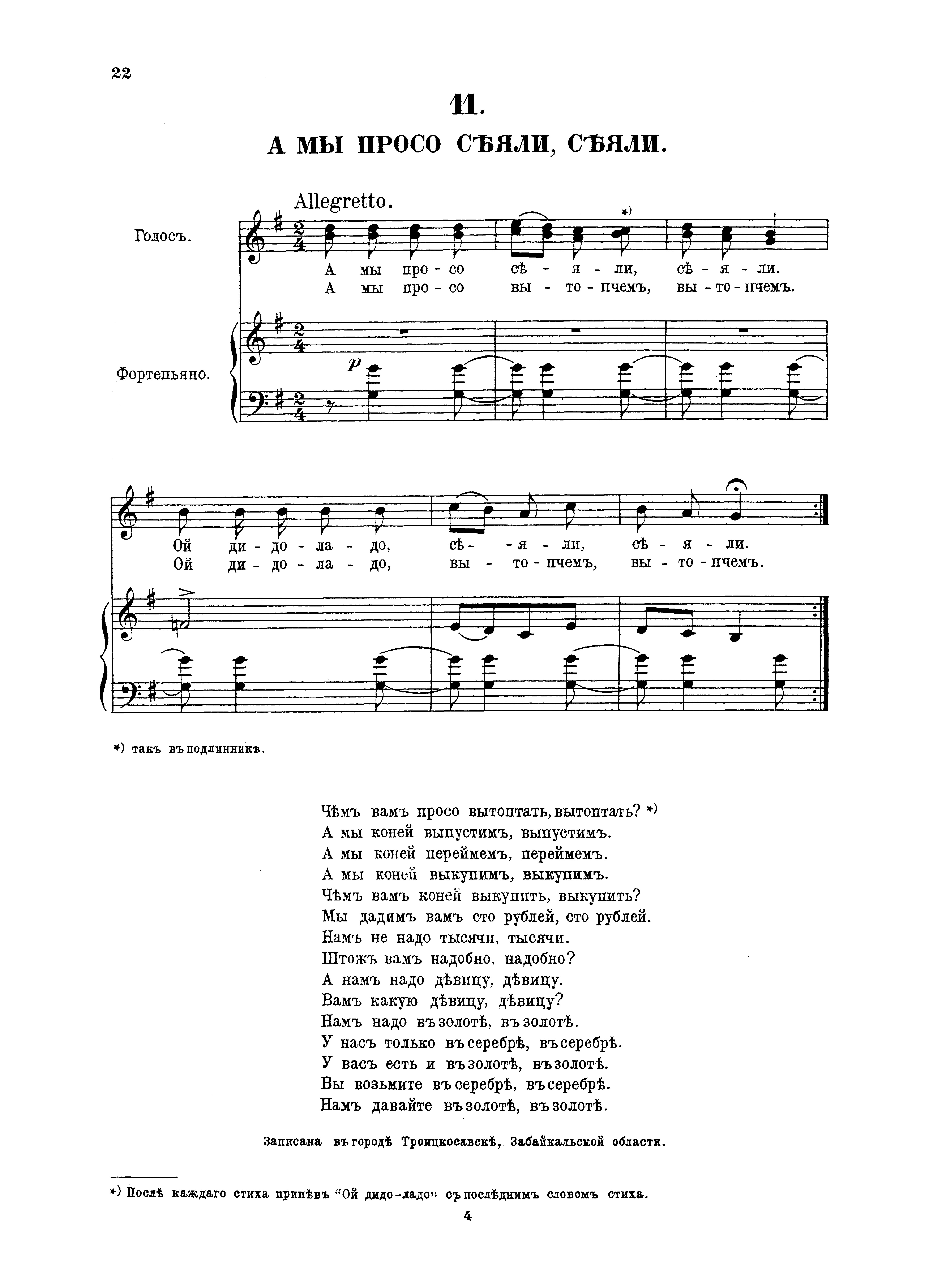
Слова та мелодія із Сибіру

«Немає місця в Росії, зазначав О. Терещенко, де б не співали просо сіяти, і здебільшого співають у теплі весняні дні. Чудово, що цією грою зустрічається весна. Ледве зазеленіють луки, вже виходять дівчата та молодці повеселитися на просторі…».
П. Безсонов писав про білоруські традиції: «Це відоме „А ми проса сіяли“, залишок древнього ігрища парами, стінка дівчат та молодців. Той самий залишок старого поділу на стіни і хороводи являють суперечки та рахунки дівчат із молодцем, дружини з чоловіком тощо».
На Російській Півночі досить часто грали на святкових ігрищах, а іноді і святкових обходах дворів, коли група молодих людей, а іноді й дорослих жінок і чоловіків, починали гру в хаті «А ми просо сіяли», ходили ряди від вікон до дверей і посипали підлогу зерном.
Рязанський варіант гри — «Бояри» (Бояри, а ми до вас прийшли), у Підмосков'ї — «У чистку».

## Правила
У грі беруть участь лише дівчата чи хлопці з дівчатами. Учасники діляться порівну на дві команди та стають у лінії навпроти одне одного. Принципове значення у грі має напрямок сіяння — руху, «по» або «проти» сонця: перший, хто починає гру і співає пісню, перший ряд завжди рухається по сонцю (зі сходу на захід), другий ряд проти сонця — із заходу на схід. Пісня виконується плавно, в помірному чи повільному темпі.
Починається пісня зі слів «А ми просо сіяли», і перша лінія рухається назустріч другій і проходить половину шляху до другої лінії. Друга лінія стоїть на місці. На слова приспіву «Ой, дід-ладо, сіяли» або «Ой, діво люлі» рухається назад. На другу строфу: «А ми просо витопчемо» друга лінія йде назустріч першій і проходить той самий шлях. Так триває кілька куплетів. Після слів:
— А нам треба дівицю, дівицю.

— А яку ж вам дівицю, дівицю?
— команда, яка вибирає дівчину, радиться, а потім співає, називаючи ім'я обраної. Після слів: «Відчиняйте ворота! Приймайте дівчину!» обрана дівчина переходить із першої лінії в другу. Після переходу перша лінія співає: «У нашому полку вибуло». А друга: «У нашому полку прибуло». Потім все повторюється доти, доки всі дівчата з одного боку не перейдуть на інший.
У грі відбувається імітація частини весільного ритуалу. Так само, як і під час весільного обряду, відбувається зміна стану нареченої та середовища її перебування (обряд переходу). У грі це переміщення дівчини в реальному (фізичному) і соціальному просторі та символічне визнання її, а також включення її в нову групу як повноправної членкині (прохід дівчини крізь символічні ворота «Відкривайте ворота, приймайте дівчину!».
У більш ранніх описах шеренги складалися з дівчат та одружених жінок, коли обігравали весільні та післявесільні обряди переходу дівчат до табору дружин; або з дівчат і хлопців, і тоді сенс гри полягав у «одружуванні» учасниць та учасників.